# Alla monster skall förstöras
Alla monster skall förstöras, i Japan känd som Kaijū sōshingeki (怪獣総進撃?), är en japansk film från 1968 regisserad av Ishiro Honda. Det är den nionde filmen om det klassiska filmmonstret Godzilla. Filmen hade världspremiär i Japan den 1 augusti 1968 och svensk premiär i TV2 den 18 juni 1977.

## Handling
Alla jättemonster har befriats från sin fångenskap och används för att förstöra jordens viktiga städer. Det är besättningen på X-2:s uppgift att infiltrera befriarnas huvudkvarter innan jorden går under.

## Rollista (urval)
- Akira Kubo - flygkapten Katsuo Yamabe, SY-3
- Jun Tazaki - doktor Yoshido
- Yoshio Tsuchiya - doktor Otani
- Kyoko Ai - drottning över kilaakerna